# Camiac-et-Saint-Denis
Camiac-et-Saint-Denis är en kommun i departementet Gironde i regionen Nouvelle-Aquitaine i sydvästra Frankrike. Kommunen ligger i kantonen Branne som tillhör arrondissementet Libourne. År 2022 hade Camiac-et-Saint-Denis 351 invånare.

## Befolkningsutveckling
Antalet invånare i kommunen Camiac-et-Saint-Denis
Referens:INSEE